# 宮城健太郎
宮城 健太郎（みやぎ けんたろう、1977年9月1日 - ）は、日本の俳優、モデルである。沖縄県出身。
身長180cm。趣味は映画鑑賞、野球。メンズファッションモデル事務所インディゴ→エイベックス→融合事務所に所属。特撮テレビドラマ『魔弾戦記リュウケンドー』で本格的に役者デビュー。

## 出演

### テレビドラマ
- 少年たち3（2002年、NHK）
- Girl's BOX『クリスマスのゆくえ』（2006年、BS-i） - 木下明彦 役
- 魔弾戦記リュウケンドー（2006年、テレビ東京） - 瀬戸山喜一 役
- 恋する!?キャバ嬢 第2話（2006年、テレビ東京） - 栗原保 役
- 山おんな壁おんな（2007年、フジテレビ）
- 出るトコ出ましょ!（2007年、フジテレビ）
- あんみつ姫（2008年、フジテレビ）
- RHプラス（2008年、独立UHF局ほか） - ミスター（道隆） 役
- パンドラ（2008年、WOWOW）
- 血液型別 オンナが結婚する方法♪ 第二夜（2009年、フジテレビ） - 城井剣 役
- 熱血シングル・ファザー〜新聞記者・新庄圭吾の事件ファイル〜3（2016年） - 秋山稔 役

### CM
- ネスカフェ（ネスレ・2000年）
- マクドナルド
- アメリカンファミリー
- リッツ（ナビスコ）
- 日本リーバ
- オリオンビール「麦職人」

### 舞台
- 紅（レッド）-PASSION-（2005年）
- 変 -CHANGE-（2006年）

### 雑誌
- DIME
- Gainer
- BART